# Sabine Grohmann
Sabine Grohmann (* 30. September 1961 in Hannover) ist eine Juristin. Sie war von 2018 bis 2024 Präsidentin des Bundesamtes für das Personalmanagement der Bundeswehr (BAPersBw) in Köln.

## Leben
Grohmann studierte von 1981 bis 1987 Rechtswissenschaften an der Georg-August-Universität Göttingen und legte die erste Prüfung ab. Das Rechtsreferendariat leistete sie im Bezirk des Oberlandesgerichtes Braunschweig von 1988 bis 1991 und legte die zweite Staatsprüfung ab. 
Von 1991 bis 1992 war sie zunächst als Rechtsanwältin in Braunschweig tätig. Im Anschluss durchlief sie bis 1996 verschiedene Verwendungen als Dezernentin im Bereich des Justiziariats und des Personals in der Wehrbereichsverwaltung II (WBV II) in Hannover, welches regional für Niedersachsen und Bremen zuständig war. Von 1996 bis 1998 war sie Pressesprecherin der WBV II und Dezernatsleiterin für Presse- und Öffentlichkeitsarbeit. Im Anschluss wurde Grohmann von 1999 bis 2000 stellvertretende Dezernatsleiterin für Beamtenangelegenheiten in der WBV II. 2001 wechselte sie als Leiterin der Abteilung Verwaltung zur 1. Panzerdivision, die ihren Sitz ebenfalls in Hannover hatte.
Von 2001 bis 2004 war Grohmann auf verschiedenen Referenten-Dienstposten im Bundesministerium der Verteidigung (BMVg) in Bonn in der Abteilung Personal und im Büro des Staatssekretärs eingesetzt. 2005 wurde sie als Ministerialrätin Referatsleiterin verschiedener Referate in der Abteilung Personal im BMVg in Bonn. Dort war sie für die Aus- und Fortbildung und die Personalführung des Zivilpersonals der Bundeswehr verantwortlich. 2012 wurde Grohmann Abteilungsleiterin für die Personalführung des Zivilpersonals der Bundeswehr im BAPersBw. Die Abteilung war in einer Liegenschaft in Sankt Augustin untergebracht. Als letzte Verwendung, bevor sie im Oktober 2018 Präsidentin des Bundesamts für das Personalmanagement der Bundeswehr wurde, war sie ab Jahresbeginn 2016 als Ministerialdirigentin die Stellvertreterin des Abteilungsleiters Personal im BMVg. Am 18. April 2024 folgte ihr Brigadegeneral Robert Sieger als Präsident des Bundesamts für das Personalmanagement der Bundeswehr.